# Базедов (замок)
Базедов (нем. Schloss Basedow) — один из крупнейших замковых комплексов на севере Германии у берегов озера Мальхинер. Расположен в коммуне Базедов в районе Мекленбургское Поозёрье в земле Мекленбург-Передняя Померания. Резиденция является одним из самых известных замковых комплексов региона. Главные строения высотой в три этажа формируют причудливый асимметричный объект с внутренним двором. Вокруг замка разбит ландшафтным парком общей площадью около 200 гектаров.

## История

### Ранний период
Местными землями с XIII века владела дворянская семья Ган. Первая резиденция на месте нынешнего замка, вероятно, появилась в 1467 году. Её владельцем стал рыцарь Людек III фон Ган. Это была крепость с главной башней (бергфридом), кольцевыми стенами, системой защитных рвов и форбургом. Внутри имелись склады, арсенал, зернохранилище и жилые постройки. Причём, судя по всему, этот замок был построен на месте ещё более ранних каменных укреплений.
Базедов является одним из старейших усадебных комплексов Мекленбурга.

### XVI–XVIII века
После 1552 года замок неоднократно перестраивался. Сначала в стиле ренессанс. Тогда появился трехэтажный роскошный особняк (сохранились центральное крыло и лестничная башня). В XVII веке к нему пристроили двухэтажное крыло. В XVIII веке главные постройки частично оштукатурили.

### XIX век
В начале 1830-х годов граф Фридрих фон Ган решил провести радикальную реконструкцию комплекса. Работы проводились в период с 1837 по 1839 год. Проект подготовил берлинский архитектор Фридрих Август Штюлер. В последующие годы под его руководством были перестроены многие хозяйственные и жилые здания в близлежащей деревне. Непосредственно в замке Штюлер полностью реконструировал северное крыло дворца и террасы (сгорели в 1891 году, но в 1892–1895 годах восстановлены), а также он создал торхаус (сторожку) в неоготическом стиле (разрушена в ходе боевых действий в 1945 году) и ряд хозяйственно-жилых построек в стиле мьюз. Позднее по проекту архитектора в 1842 году построили гостевой дом, а в 1844 году — комплекс зданий фермы в неоготическом стиле.
Между 1891 и 1895 годами по проекту ганноверского архитектора Альбрехта Хаупта было построено восточное крыло. Внешний облик здания в целом соответствовал так называемому стилю Йоханна Альбрехта (мекленбургский неоренессанс). Для этого направления характерны, в частности, использование в отделке красной терракоты (неглазурованной керамики). Частично в этом стиле были обновлены и другие фасады замка.

### XX век
Зимой 1944–1945 года из-за пожара был уничтожен торхаус (сторожка) замка. В этих помещениях находился семейный архив рода фон Ган. После известий о приближении к Мекленбургу частей Красной Армии, представители графской семьи предпочли уехать на запад. После прихода советских солдат Базедов оказался разграблен.
Приток немецких беженцев с востока к концу 1945 года привёл к тому, что в замке обосновались десятки временнопереселенцев. Иногда их число превышало 100 человек.
После социалистических реформа поместье в 1946 году было национализировано.
В 1951 году власти ГДР объявили замок памятником национальной культуры. Правда, в 1970-е годы внешнюю лестницу, ведущую в комплекс с юго-востока, снесли.
В 1985 года замок, окружающий его парк, деревню и прочие сооружения отнесли к шедеврам древнего зодчества. В 1988 начались работы по восстановлению прежнего ландшафтного парка.
В 1996 году фасад замка был частично отреставрирован. Одновременно при этом строения замка разделили на несколько секций и сдали в аренду.

### XXI век
В сентябре 2000 года замковый комплекс, который нуждался в срочном ремонте, продали бизнесмену из Западной Германии. Однако весной 2004 года состоялся аукцион, на котором Базедов выкупили два швейцарских инвестора. С тех пор началась поэтапная реконструкция замка.
Потомки семьи фон Ган, в частности графиня Анетта, а также граф Экхард Хан фон Бургсдорф, основали фонд Förderverein Geschmücktes Landgut Basedow eV. Эта организация за счёт частных пожертвований должна заботиться о поддержании инфраструктуры парка и в безупречном состоянии.

## Парк
Проект ландшафтного парка подготовил прусский королевский садовник Петер Йозеф Ленне. В этом ему помогал архитектор Фридрих Август Штюлер. Работы в парке проводились в период с 1835 по 1840 год. За основу были взяты традиции английских пейзажных парков. Непосредственно перед замком устроили огромный цветником. Между деревьями проложили дорожки, а из бывших защитных рвов создали каналы. Общая концепция предполагала «связь прекрасного с полезным». То есть кроме лесов и лугов частью живописных пейзажей должны были стать и возделанные поля. Кроме того, владельцев замка должны были радовать и виды деревни. Для этого дома крестьян надлежало перестроить, чтобы сделать более привлекательными.
Ленне учёл в своём плане и оставшиеся с древних времён могилы-дольмены. Они также стали частью пейзажа.
Дизайн парка Базедовского замка — одна из главных работ Ленне за пределами Потсдама. Базедов также отмечен на лавровом венке, которым Ленне посмертно наградили в честь его 50-летний службы.
В парке установлен мемориальный камень в память о графе Фридрихе Франце фон Гане (родился 5 февраля 1921 года в Ростоке — погиб 11 декабря 1941 года на Восточном фронте под Таганрогом). На камне выбита надпись: «В память о нашем дорогом единственном сыне». Фридрих Франц был последним прямым потомком семьи Ган-Базедов по мужской линии.

## Современное состояние
Часть помещений замка доступна во время экскурсий. Парк открыт для посетителей в любое время года. В одной из бывших хозяйственных построек замка открылся стейк-хаус.
На территории замка возможно проведение вечеринок, свадеб, юбилеев и других массовых мероприятий.

## Архитектурные особенности
Во внешнем облике здания яркой особенностью являются многочисленные терракотовые медальоны. Всего фасад украшают несколько десятков изображений. Точное происхождение медальонов неизвестно. Но, предположительно, это отливки по итальянским моделям. Особенно богато украшен фасад восточного крыла, выходящий во внутренний двор. К сожалению, часть медальонов оказалась утрачена.

## Галерея
- Вид комплекса с северной стороны
- Фасад и главная башня с юго-западной стороны
- Деревянная лестница внутри замка
- Фрагмент украшений фасада
- Пример украшений и отделки фасада